# Port d'hydravions d'Augusta
Le port d'hydravions d'Augusta (en italien : idroscalo di Augusta), connu aussi sous le nom de hangar à dirigeables d'Augusta était un port d'escale pour les dirigeables puis les hydravions à Augusta sur l'île de Sicile. 
Le hangar à dirigeables a été construit en béton armé par la Regia Marina entre 1917 et 1920, dans le contexte de la Première Guerre mondiale, et représente un travail d'ingénierie de valeur historique et technique.
La base, désaffectée en 1991, est maintenant incluse dans un parc qui abrite le hangar, une colline d'eucalyptus de près de 30 hectares, est située sur la route provinciale ex 193.

## Histoire

### Le hangar à dirigeables

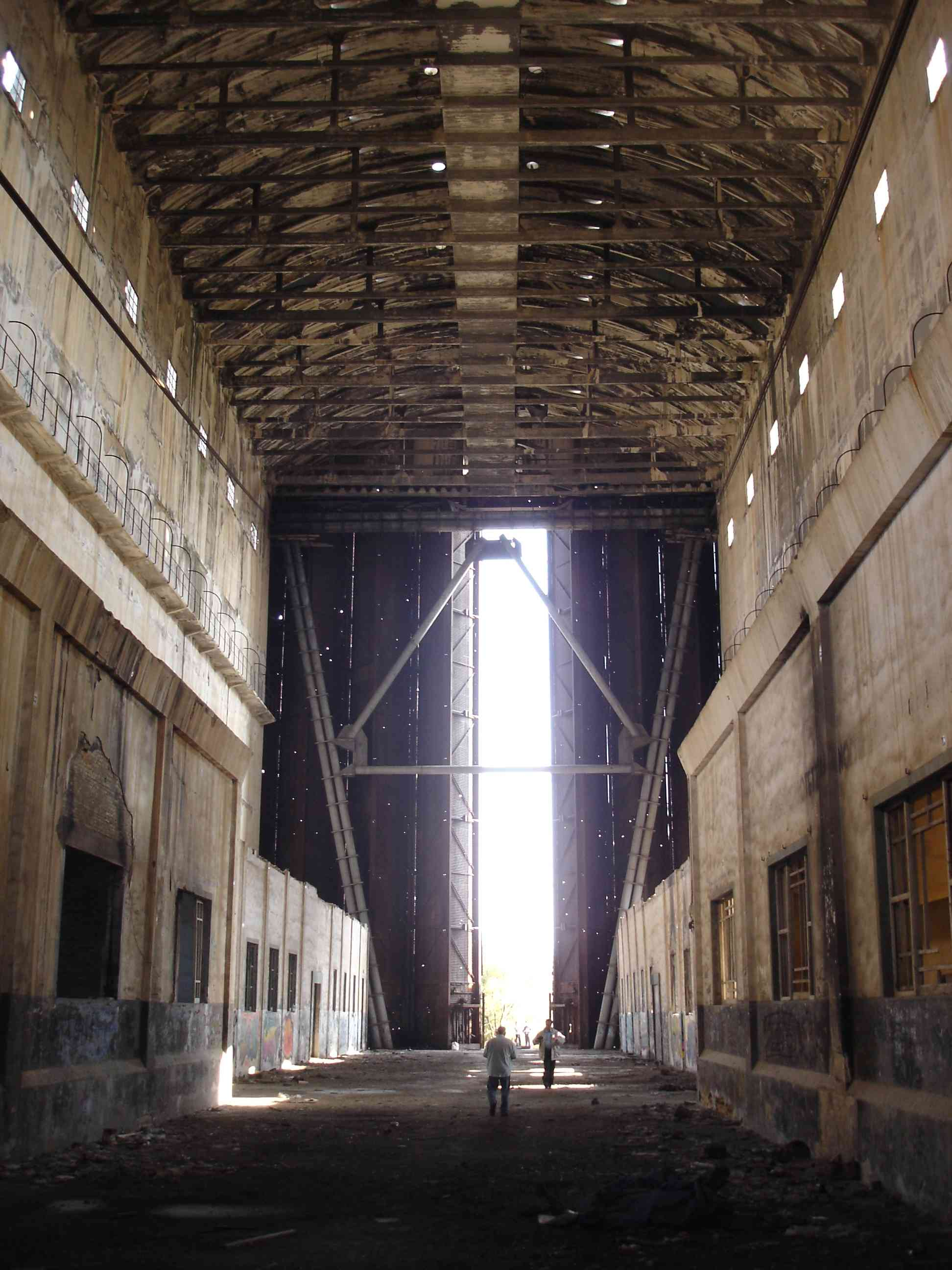
L'intérieur du hangar à dirigeables en 2005

La conception a été confiée au studio de l'ingénieur Antonio Garboli de Milan, pionnier des structures en béton armé, basé à Brindisi. En fait, la structure représente un travail d'ingénierie futuriste pour les premières années du XXe siècle. La construction, destinée à défendre, dans le contexte de la Première Guerre mondiale, la soi-disant rade de Megara contre l'action des sous-marins U-boote, a été commencée en novembre 1917 et achevée trois ans plus tard, après la fin de la guerre. Pendant les derniers mois de la Première Guerre mondiale, l'aérodrome était sous le contrôle du 3e groupe de dirigeables (3º Gruppo dirigibili) de Messine. 
Après la guerre, l'aérodrome d'Augusta de la Regia Marina a accueilli des dirigeables utilisés à des fins d'entraînement et de reconnaissance, jusqu'en 1925, lorsque la zone a été convertie en port d'hydravions. En particulier deux dirigeables, tous deux conçus par Umberto Nobile.
Le premier, en 1924, était le dirigeable OS de 5 000 mètres-cubes qui faisait partie d'un groupe de dirigeables en service à Ciampino. Il avait une longueur de 67,7 m et un diamètre de 13,6 m, il était équipé d'un moteur de 254 ch qui lui permettait d'atteindre une vitesse maximale de 85 km/h, il pouvait transporter une charge utile d'environ 15 quintaux (1 500 kg) à une altitude de 3 000 m avec une autonomie de vol de 1 700 km. La nacelle, qui pouvait accueillir une demi-douzaine d'hommes, était reliée à l'enveloppe au moyen de tirants. Construit en 1922, le dirigeable OS a été affecté à la Regia Marina même s'il avait un équipage de l'armée de l'air à bord.
Le second, en 1925, était le dirigeable N2, une construction toute neuve du même type que le dirigeable N2 (la Norge) avec lequel Nobile a réussi à traverser le pôle Nord en mai 1926. Construit spécifiquement pour la marine italienne, il avait une longueur de 82,3 m et un diamètre de 12,8 m. Avec un moteur de 470 ch, il atteignait une vitesse maximale de 110 km/h et transportait une charge utile de 34,5 quintaux (3 450 kg)  à une altitude de 3 100 m avec un rayon d'action de 5 000 km.

### Le terminal d'hydravions
En 1925, le port d'hydravions, qui avait été repris par la Regia Aeronautica, a été construit, en adaptant le hangar à dirigeables et en construisant deux hangars métalliques à côté de celui-ci. Inauguré le 28 mars 1926, le plan d'eau devant lui était utilisé pour le décollage et l'atterrissage des hydravions. Le port royal d'hydravions d'Augusta a été nommé d'après Luigi Spagnolo, lieutenant pilote et médaille d'argent de la valeur militaire. Le 184e escadron d'hydravions, avec les avions Savoia-Marchetti S.59 et S.59bis, y était stationné.
Pendant la Seconde Guerre mondiale, en mai 1943, la ville d'Augusta et la zone du port d'hydravions ont été bombardées par les raids alliés. Après le débarquement allié en Sicile en juillet 1943, l'aéroport est devenu le quartier général de la Royal Air Force, jusqu'en 1946. De cette date jusqu'en 1950, il a été utilisé par la compagnie britannique British Overseas Airways Corporation (BOAC) comme port d'escale civil, au centre des routes transocéaniques entre l'Angleterre et l'Australie.
Après avoir été inutilisée pendant quelques années, la base a accueilli à partir du 1er août 1956 le 1er groupe d'hélicoptères de l'aéronavale, transféré en 1959 à l'aéroport de Catane-Fontanarossa, et une section aérienne de la Guardia di Finanza, jusqu'en 1991, date à laquelle elle a été transférée à Catane.
La structure est ensuite restée à l'abandon, en raison d'une gestion inefficace partagée entre la Marine, la Guardia di Finanza et l'Office des biens de l'État.

### Déclassement

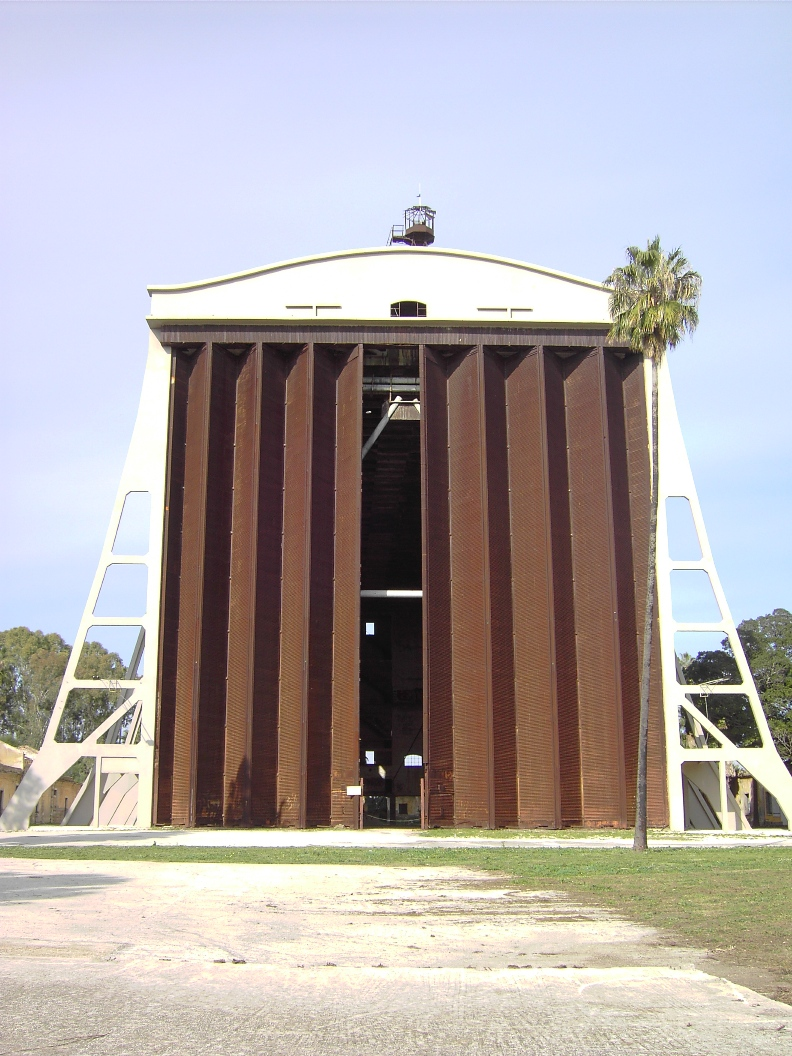
Le hangar en 2011

Le 24 décembre 1987, la Direction régionale des Biens culturels de Sicile a déclaré que le hangar à dirigeables était "une œuvre de grand intérêt historique et monumental en raison de ses caractéristiques de construction exceptionnelles, un exemple précieux d'architecture et un témoignage valable de l'état de l'art des grandes constructions en béton armé au début du siècle".
Même le soi-disant "tremblement de terre d'Augusta" (1990) ne l'a pas fait tomber et cela a incité les ingénieurs japonais à envoyer une délégation pour étudier ses propriétés antisismiques.
En 2004, la concession de 6 hectares du parc du hangar est revenue à la ville d'Augusta qui, depuis le 27 janvier 2006, en confie la gestion à l'association bénévole "Hangar Team Augusta". le Hangar Team a été fondé en 2002 à l'initiative de quelques passionnés. Le premier président était l'avocat Raffaele Migneco, et l'administrateur le journaliste Gianni D'Anna. De 2007 à décembre 2009, le hangar a fait l'objet de travaux de restauration financés par les fonds pour le tremblement de terre de 1990, puis a été rouvert au public et confié aux soins des bénévoles de l'association. Le Département des Biens Culturels de la Région Sicilienne, a déclaré en 2014 le complexe monumental appelé "Aeroscalo per Dirigibili" d'intérêt culturel en vertu de l'article 10 du Code des Biens Culturels.
La municipalité d'Augusta, estimant qu'elle ne devait pas continuer à gérer le site, l'a restitué à l'Office national des biens publics en septembre 2016. Depuis 2013, le site est fermé à l'usage du public et depuis le 25 mars 2016, par ordre du maire, toute la zone du parc du hangar est interdite pour des raisons de sécurité.

## Spécifications techniques
Le bâtiment a une empreinte maximale de 105,5 mètres de longueur, 45,2 mètres de largeur et 37 mètres de hauteur. Les dimensions de l'espace intérieur utilisable sont de 100 x 26 x 31 mètres. La structure porteuse est constituée de quinze cadres en béton avec des entraxes de 6,60 mètres. Le remplissage est en brique sur des poutres de liaison horizontales placées à 4,50 mètres l'une de l'autre. Le toit en voûte en berceau s'étend sur toute la longueur du bâtiment, complétant la forme extérieure originale, tandis qu'à l'intérieur, grâce à la solution des cadres extérieurs, il y a un seul espace vide qui devait servir à abriter des dirigeables jusqu'à 12 000 mètres-cubes.